# Pseudocheilinus octotaenia
Pseudocheilinus octotaenia là một loài cá biển thuộc chi Pseudocheilinus trong họ Cá bàng chài. Loài cá này được mô tả lần đầu tiên vào năm 1901.

## Từ nguyên
Tính từ định danh octotaenia bắt nguồn từ tiếng Latinh (octo: "tám" + taenia: "ruy băng") có nghĩa là "có tám dải sọc", hàm ý đề cập đến 8 dải sọc ngang màu tím ở loài cá này.

## Phạm vi phân bố và môi trường sống
P. octotaenia có phạm vi phân bố tập trung ở Tây - Trung Thái Bình Dương, thưa thớt hơn ở Ấn Độ Dương. Ở Ấn Độ Dương, loài này chủ yếu được tìm thấy tại các đảo quốc, quần đảo ở xung quanh đảo Madagascar (nhưng không được tìm thấy tại Madagascar), trải dài đến Maldives và quần đảo Chagos, xa hơn là đến quần đảo Cocos (Keeling), đảo Giáng Sinh và quần đảo Ashmore và Cartier (Úc), cũng như dọc theo vùng bờ biển của bang Tây Úc; ở phạm vi phía đông, P. octotaenia xuất hiện chủ yếu ở vùng biển bao quanh các nhóm đảo phía đông quần đảo Mã Lai và rạn san hô Great Barrier (bao gồm cả những rạn san hô ở biển San Hô), mở rộng phạm vi đến hầu hết các đảo quốc, quần đảo thuộc châu Đại Dương; phía bắc trải dài đến quần đảo Yaeyama (Nhật Bản) và quần đảo Hawaii.
P. octotaenia sống gần các rạn san hô hay trên những vùng nền đáy đá dăm ở độ sâu đến ít nhất là 50 m.

## Mô tả
Chiều dài cơ thể tối đa được ghi nhận ở P. octotaenia là 14 cm. Cơ thể màu đỏ tía hoặc hồng tía với tám đường sọc ngang màu nâu tím ở hai bên thân, đôi khi có thêm các đốm lớn màu vàng lớn ở trên thân. Đầu và mang có nhiều chấm màu vàng tươi, trên đầu cũng có các sọc trắng. Mống mắt màu đỏ cam với cặp sọc trắng ở rìa trên và dưới của con ngươi.
Số gai ở vây lưng: 9; Số tia vây mềm ở vây lưng: 11 - 12; Số gai ở vây hậu môn: 3; Số tia vây mềm ở vây hậu môn: 9; Số tia vây mềm ở vây ngực: 14.

## Sinh thái và hành vi
Thức ăn chủ yếu của P. octotaenia là các loài động vật giáp xác, nhưng chúng cũng có thể ăn một số loài thủy sinh không xương sống như nhím biển và động vật thân mềm nhỏ, ngoài ra còn cả trứng cá và các loài cá nhỏ hơn.
Loài cá này thường được đánh bắt bởi giới buôn bán cá cảnh.